# Paul Borowski
Paul Borowski (Rostock, 19 de marzo de 1937-Rostock, 12 de diciembre de 2012) fue un deportista de la RDA que compitió en vela en la clase Dragon. Fue padre del también regatista Jörn Borowski.
Participó en dos Juegos Olímpicos de Verano en los años 1968 y 1972, obteniendo dos medallas, bronce en México 1968 y plata en Múnich 1972.

## Palmarés internacional
| Juegos Olímpicos | Juegos Olímpicos          | Juegos Olímpicos  | Juegos Olímpicos |
| Año              | Lugar                     | Medalla           | Clase            |
| ---------------- | ------------------------- | ----------------- | ---------------- |
| 1968             | Ciudad de México (México) | Medalla de bronce | Dragon           |
| 1972             | Múnich (RFA)              | Medalla de plata  | Dragon           |